# Bart Linssen
Lambertus Jacobus (Bart) Linssen (Utrecht, 29 juli 1915 – Leerdam, 11 mei 1971) was een Nederlands architect.
Linssen was in de jaren 50 architect bij Gemeentewerken Rotterdam en secretaris van de Utrechtse schoonheidscommissie. Van 27 november 1956 tot 1966 was hij stadsarchitect van Amersfoort, waar hij David Zuiderhoek opvolgde.
In 1953 ontving hij de derde prijs in een prijsvraag voor een bekroning van de vieringstoren op de St. Willibrordusbasiliek in het Zeeuwse Hulst. Onder zijn leiding vond in 1961-1963 een verbouwing plaats van de aula van Begraafplaats Rusthof. Andere projecten waren het gebouw van de GGD (Zonnehof 10, 1961/69) en de brandweerkazerne (Smallepad 30, 1970, gesloopt in 2008). Ook was hij architect van de Stefanuskerk en Johanneskerk in Utrecht.
Bart Linssen was de vader van acteur Carol Linssen.